# Westdale (Texas)
Westdale è un census-designated place degli Stati Uniti d'America situato nella contea di Jim Wells dello Stato del Texas.
La popolazione era di 372 persone al censimento del 2010.

## Geografia fisica
Westdale è situata a 27°58′02″N 97°58′29″W (27.967294, -97.974830).
Secondo lo United States Census Bureau, ha un'area totale di 3,8 miglia quadrate (9,8 km²).

## Società

### Evoluzione demografica
Secondo il censimento del 2000, c'erano 295 persone, 92 nuclei familiari e 80 famiglie residenti nella città. La densità di popolazione era di 78,0 persone per miglio quadrato (30,1/km²). C'erano 106 unità abitative a una densità media di 28,0 per miglio quadrato (10,8/km²). La composizione etnica della città era formata dal 71,86% di bianchi, lo 0,68% di afroamericani, il 3,73% di nativi americani, il 17,63% di altre razze, e il 6,10% di due o più etnie. Ispanici o latinos di qualunque razza erano il 46,78% della popolazione.
C'erano 92 nuclei familiari di cui il 48,9% aveva figli di età inferiore ai 18 anni, l'80,4% aveva coppie sposate conviventi, il 3,3% aveva un capofamiglia femmina senza marito, e il 12,0% erano non-famiglie. Il 10,9% di tutti i nuclei familiari erano individuali e il 4,3% aveva componenti con un'età di 65 anni o più che vivevano da soli. Il numero di componenti medio di un nucleo familiare era di 3,21 e quello di una famiglia era di 3,33.
La popolazione era composta dal 30,8% di persone sotto i 18 anni, il 9,8% di persone dai 18 ai 24 anni, il 30,2% di persone dai 25 ai 44 anni, il 24,1% di persone dai 45 ai 64 anni, e il 5,1% di persone di 65 anni o più. L'età media era di 31 anni. Per ogni 100 femmine c'erano 110,7 maschi. Per ogni 100 femmine dai 18 anni in giù, c'erano 117,0 maschi.
Il reddito medio di un nucleo familiare era di 39.773 dollari e quello di una famiglia era di 46.094 dollari. I maschi avevano un reddito medio di 32.188 dollari contro i 15.156 dollari delle femmine. Il reddito pro capite era di 15.640 dollari. Circa il 19,5% delle famiglie e il 30,8% della popolazione erano sotto la soglia di povertà, incluso il 44,9% di persone sotto i 18 anni di età.